# NGC 558
NGC 558 је елиптична галаксија у сазвежђу Кит која се налази на NGC листи објеката дубоког неба.
Деклинација објекта је - 1° 58' 14" а ректасцензија 1h 27m 16,1s. Привидна величина (магнитуда) објекта NGC 558 износи 14,0 а фотографска магнитуда 15,0. NGC 558 је још познат и под ознакама CGCG 385-143, NPM1G -02.0039, DRCG 7-5, PGC 5425.